# Portugal nos Jogos Paralímpicos de Verão de 1996
Portugal participou dos Jogos Paralímpicos de Verão de 1996, que foram realizados na cidade de Atlanta, nos Estados Unidos, entre os dias 16 e 25 de agosto de 1996. A delegação portuguesa conquistou o número recorde, à data, de 14 medalhas: 6 de ouro, 4 de prata e 4 de bronze.

## Atletas
Ao todo, a comitiva portuguesa em Atlanta alcançou os 29 homens e as 6 mulheres, num total recorde, à data, de 35 atletas distribuídos por apenas 4 modalidades.
| Modalidade | Atletas |
| ---------- | --- |
| Atletismo  | António Nogueira, Carlos Amaral Ferreira, Carlos Lopes, Eduardo Bacalhau Gomes, Fátima Matos, João Onofre da Costa, José Domingos Ramião Gameiro, José Moreira da Cruz, Leonor Martins Pelicano, Maria Odete Fiúza, Orlando Reis e Paulo de Almeida Coelho |
| Boccia     | Armando Costa, António Marques, Fernando Ferreira, João Alves, José Macedo e Pedro Silva |
| Futebol 7  | Álvaro Durães, Arlindo Araújo, Aurélio Ribeiro, Carlos Alves, Fernando Barata, Fernando Protásio, Francisco Dias, Hélder Bruno, José Carvalho, Nuno Germano e Rui Oliveira                                                                                 |
| Natação    | Bruno Carrilho, Cesário Vieira, Leila Marques, Rui Manuel Pedroso, Susana Barroso e Susana Paula Pinto |

## Medalhados
A delegação portuguesa conquistou catorze medalhas: 6 ouro, 4 prata e 4 bronze.
| Medalha | Atletas                                                     | Modalidade | Prova            |
| ------- | ----------------------------------------------------------- | ---------- | ---------------- |
| Ouro    | José D. R. Gameiro                                          | Atletismo  | 400 m T10        |
| Ouro    | José D. R. Gameiro                                          | Atletismo  | 800 m T10        |
| Ouro    | Paulo de Almeida Coelho                                     | Atletismo  | 1500 m T11       |
| Ouro    | Paulo de Almeida Coelho                                     | Atletismo  | 5000 m T11       |
| Ouro    | Armando Costa José Macedo                                   | Boccia     | Pares Mistos C1  |
| Ouro    | José Macedo                                                 | Boccia     | Individual C1    |
| Prata   | Paulo de Almeida Coelho                                     | Atletismo  | 800 m T11        |
| Prata   | António Marques, Fernando Ferreira, João Alves, Pedro Silva | Boccia     | Eq. Mistas C1 C2 |
| Prata   | Susana Barroso                                              | Natação    | 50 m livres S3   |
| Prata   | Susana Barroso                                              | Natação    | 50 m costas S3   |
| Bronze  | Carlos Amaral Ferreira                                      | Atletismo  | 10 000 m T11     |
| Bronze  | Carlos Lopes                                                | Atletismo  | 400 m T11        |
| Bronze  | João Onofre da Costa                                        | Atletismo  | Maratona T12     |
| Bronze  | Susana Barroso                                              | Natação    | 100 m costas S3  |